# Eat, Sleep, Repeat
Eat, Sleep, Repeat è il terzo album in studio dei Copeland, pubblicato il 31 ottobre 2006.

## Tracce
Testi di Aaron Marsh. Musiche di Aaron Marsh, eccetto dove indicato.
1. Where's My Head – 2:16
2. Eat, Sleep, Repeat – 5:00 (Aaron Marsh, Bryan Laurenson)
3. Control Freak – 3:49 (Aaron Marsh, Bryan Laurenson)
4. Careful Now – 3:39
5. Love Affair – 5:31
6. I'm Safer in an Airplane – 2:55
7. By My Side – 3:20 (Aaron Marsh, Bryan Laurenson)
8. Cover What You Can – 2:00
9. The Last Time He Saw Dorie – 3:57
10. I'm a Sucker for a Kind Word – 3:53 (Aaron Marsh, Bryan Laurenson)
11. When You Thought You'd Never Stand Out – 5:47

Traccia bonus nell'edizione giapponese
1. Chin Up – 3:13

## Formazione
Copeland
- Aaron Marsh – voce, chitarra, tastiera
- Bryan Laurenson – chitarra, tastiera
- James Likeness – basso
- Jonathan Bucklew – batteria, percussioni

Altri musicisti
- Rachel Plating – violino, viola
- Justin Spears – tromba, flicorno
- Robert Hugel – corno
- Anna Becker – cori

Produzione
- Aaron Marsh – produzione
- Matt Goldman – produzione, missaggio
- Matt Malpass – ingegneria del suono
- Bryan Laurenson – missaggio
- Gavin Lurssen – mastering
- James Likeness – design, layout
- James Douglas Adams – artwork

## Classifiche
| Classifica (2006)         | Posizione massima |
| ------------------------- | ----------------- |
| Stati Uniti               | 90                |
| Stati Uniti (independent) | 5                 |